# 和歌山県道131号新田広芝岩出停車場線
和歌山県道131号新田広芝岩出停車場線（わかやまけんどう131ごう しんでんひろしばいわでていしゃじょうせん）は、和歌山県岩出市を通る一般県道である。

## 概要
岩出市北大池から岩出市高塚に至る。全線（和歌山県立那賀高等学校前を除く）にかけて道が狭いが、周辺には和歌山県立那賀高等学校や岩出市立上岩出小学校があるので通学路として学生が利用している。また、農地や民家もあるので生活道路として地元住民が利用している。
岩出市高塚に起点への一方通行があるため、自動車での起点から終点へ完走することができない（ただし、逆は可能）。

### 路線データ
- 起点：和歌山県岩出市北大池（岩出市北大池交差点、和歌山県道7号粉河加太線交点）
- 終点：和歌山県岩出市高塚（JR西日本和歌山線 岩出駅前、和歌山県道134号小豆島岩出線終点）
- 実延長：2.586 km

## 路線状況

### 重複区間
- 和歌山県道14号和歌山打田線（岩出市高塚）

## 地理

### 通過する自治体
- 岩出市

### 交差する道路
| 交差する道路                            | 交差する場所 | 交差する場所              |
| --------------------------------------- | ------------ | ------------------------- |
| 和歌山県道7号粉河加太線                 | 北大池       | 岩出市北大池交差点 / 起点 |
| 国道24号 / 岩出バイパス                 | 高塚         | 那賀高校前交差点          |
| 和歌山県道14号和歌山打田線 重複区間起点 | 高塚         |                           |
| 和歌山県道14号和歌山打田線 重複区間終点 | 高塚         |                           |
| 和歌山県道134号小豆島岩出線             | 高塚         | 終点                      |

### 沿線
- 岩出市立上岩出小学校
- 和歌山県立那賀高等学校
- 岩出警察署
- 那賀総合庁舎
- JR西日本和歌山線 岩出駅